# Sara Lazzaro
Sara Lazzaro (Rovolon, 15 settembre 1984) è un'attrice italiana.

## Biografia
Nata da padre italiano e madre americana, ha trascorso la sua infanzia tra Padova e Carmel in California.
Ha ottenuto la laurea in arti visive e dello spettacolo presso lo IUAV (Istituto Universitario di Architettura di Venezia). Trasferitasi a Londra, si è laureata al Drama Centre con un master in performance (con una specializzazione in recitazione cinematografica). 

Nel 2016 è tra i protagonisti del film di produzione statunitense The Young Messiah. 

Dal 2020 veste i panni di Agnesenella serie televisiva della Rai Doc - Nelle tue mani. 

Nel 2024, in coppia con l'attore Fausto Cabra, è protagonista dell'opera Scene da un matrimonio per la regia di Raphael Tobia Vogel al Teatro Franco Parenti di Milano.

## Filmografia

### Cinema
- Blind Maze, regia di Heather Parisi (2009)
- Dieci inverni, regia di Valerio Mieli (2009)
- Evil Things - Cose cattive, regia di Simone Gandolfo (2012)
- La scoperta dell'alba, regia di Susanna Nicchiarelli (2013)
- Andarevia, regia di Claudio Di Biagio (2013)
- The Elevator: Three Minutes Can Change Your Life, regia di Massimo Coglitore (2013)
- My Name Is Ernest, regia di Emilio Briguglio (2014)
- Vittima degli eventi, regia di Claudio Di Biagio (2014)
- The Young Messiah, regia di Cyrus Nowrasteh (2016)
- Oscar, regia di Dennis Dellai (2016)
- 18 regali, regia di Francesco Amato (2020)
- Welcome Venice, regia di Andrea Segre (2021)[4]
- Siccità, regia di Paolo Virzì (2022)
- Pluto, regia di Renzo Carbonera (2022)
- Verona's Romeo & Juliet , regia di Timothy Scott Bogart (2025)

### Televisione
- She Died – serie TV, episodi sconosciuti (2012)
- The Young Pope – serie TV, 6 episodi (2016)
- Braccialetti rossi – serie TV, 8 episodi (2016)
- In arte Nino, regia di Luca Manfredi – film TV (2016)
- Volevo fare la rockstar – serie TV, 20 episodi (2019-2022)
- La guerra è finita, regia di Michele Soavi – miniserie TV (2020)
- Doc - Nelle tue mani – serie TV, 48 episodi (2020-in corso)
- Fedeltà – serie TV, episodi 1x05-1x06 (2022)
- Diavoli (Devils) – serie TV, episodi 2x06 (2022)
- Purché finisca bene - Se mi lasci ti sposo, regia di Matteo Oleotto – film TV (2022)
- Sono Lillo – serie TV, 14 episodi (2023-2024)
- Call My Agent - Italia – serie TV, 12 episodi (2023-in corso)
- La legge di Lidia Poët – serie TV, 12 episodi (2023-in corso)
- No Activity - Niente da segnalare – serie TV, episodio 3 (2024)
- La bambina con la valigia, regia di Gianluca Mazzella – film TV (2025)
- Maschi veri – serie TV, 4 episodi (2025)

### Cortometraggi
- Un'ombra d'amore, regia Luigi Scaglione (2011)
- Dreams of Blue, regia di Valentina Paggiarin (2018)
- Fogli di carta, regia di Elia Romanelli, Vera Munzi (2019)[5][6]
- L'Aurora, regia di Lorenzo Cassol (2019)[7]
- Il tempo e i giorni, regia di Alessia Buiatti (2020)[8][9][10]

### Webserie
- Freaks! (stagione 2), 6 episodi (2012-2013)
- Manovra78, 4 episodi (2018)

## Teatro
- Sogno di una notte di mezza estate, regia di Luigi Carretta (2001)
- The Fiancee, regia di Karina Arutyunyan (2004)
- Un canto di Natale, regia di Gigi Dall’Aglio (2005)
- Virus Pestis, regia di Gabbris Ferraris (2005)
- La Nuit De Valognes, regia di Alessio Pizzech (2006)
- Minuti, regia di A.M. Boada Ajala (2006)
- Where is the Beast, regia di Tim Stark (2006)
- The Bootmaker’s Daughter, regia di Thomas Guthrie (2008)
- Carnival - The Show, regia di Anthony Wilkinson (2008)
- Useless Mouths, regia di Robert Gillespie (2008)
- Interiors di Matthew Lenton, regia di Matthew Lenton (2010)
- Carro di Tespi, regia di Alessio Pizzech (2010)
- The Coast of Utopia (La sponda dell'utopia) di Tom Stoppard, regia di Marco Tullio Giordana (2012)
- Un ballo di Thea Dellavalle e Irene Petris, regia di Thea Dellavalle (2013)
- Troilo e Cressida: Amore tragico tra Eroi Comici, regia di Stefano Scandaletti (2015)
- The Lovers (liberamente tratto da gl'innamorati di Carlo Goldoni), regia di Mattia Berto (2015)
- Romeo & Juliet post scriptum di Annika Nyman, regia di Georgia Lepore (2016)
- Le donne gelose di Carlo Goldoni, regia di Giorgio Sangati (2016)
- Afterplay di Brian Friel, regia di Mattia Berto (2017)
- Tempi nuovi, regia di Cristina Comencini (2018-2019)
- Scene da un matrimonio di Ingmar Bergman, regia di Raphael Tobia Vogel (2024-2025)

## Riconoscimenti
- Premio Astro Nascente del Teatro 2013
- Premio Cinema Veneto Leone di vetro 2016 – Attrice rivelazione per l'interpretazione di Maria nel film The Young Messiah[11][12]
- Filming Italy Best Movie Award 2021 – Menzione speciale per 18 regali[13]
- Premio Margutta - La Via delle Arti 2024 – per la serie TV Doc - Nelle tue mani [14]
- Hot Corn Nations Award 2024 [15]